# Alfred Nicolas Rambaud
Alfred Nicolas Rambaud (Besançon, 1842. július 2. –‎ Párizs, 1905. november 10.) francia történetíró és politikus.

## Élete
Alap- és középfokú tanulmányai befejeztével 1864-ben a nancy-i líceumban kapott tanári állást. Innét a bourges-i, majd a kolmari liceumhoz helyezték át, 1868-ban az École des hautes études iskolán repetitor lett. 1871-ben történelemtanár lett Caenben, 1875-től pedig Nancyban működött ily minőségben. 1879-ben Jules Ferry  kérésére a közoktatásügyi minisztériumban dolgozott, majd 1882-ben tanárnak nevezte ki az egyetemhez. A német egyetemi tanítási módszert és a német főiskolákat alaposan ismerte és több tanulmányutat tett külföldön. Mint képviselő a mérsékelt köztársaság híve volt. 1896 április 29-én a Méline-kabinetben a közoktatásügyi tárcát vállalta el.

## Művei
- L'empire grec au Xe siècle, Constantin Porphyrogénete (Párizs, 1870, doktori disszertáció)
- La domination française en Allemagne (1873-74, 2 köt.); La Russie épique (1876)
- Français et Russes, Moscou et Sévastopol (1877, magyarra fordította Lauko Albert, Budapest, 2. köt., az akadémia kiadásában)
- Histoire de la civilisation française (1885-87, 2 köt.)
- Russes et Prussiens c. munkájában a 7 éves háborút tárgyalja (Párizs, 1896)

Lavisse társaságában kiadja továbbá a L'histoire générale című világtörténetét. Ebben hazánk történetét főképp Saissy írta.

## Magyar nyelvű művei
- Oroszország története. Eredetétől kezdve 1884-ig, 1-2.; ford. Laukó Albert; Akadémia, Bp., 1890 (A Magyar Tudományos Akadémia Könyvkiadó Vállalata U. F.)